# The Maid - La morte cammina tra i vivi
The Maid - La morte cammina tra i vivi (女佣S), noto anche con il titolo internazionale The Maid, è un film del 2005 scritto e diretto da Kelvin Tong.

## Trama
La diciottenne Rosa Dimaano si trasferisce dalle Filippine a Singapore per lavorare come domestica nell'agiata famiglia dei signori Teo. In realtà ben presto si manifesteranno inquietanti presenze, legate all'oscuro passato dei padroni di casa.

## Distribuzione

### Edizione italiana
Il doppiaggio italiano della pellicola è stato eseguito presso lo Studio Asci di Milano; i dialoghi e la direzione del doppiaggio sono a cura di Luca Sandri, assistito da Ilaria Tornesi.